# Ана Лилић
Ана Лилић (28. септембар 1993) српска је фудбалерка која игра на позицији везног и наступила је за женску фудбалску репрезентацију Србије.

## Каријера
Ана Лилић је ограничена на репрезентацију Србије, и појављује се за тим током ФИФА квалификације за светски куп за жене (2019).